# Гофман, Модест Людвигович
Моде́ст Лю́двигович Го́фман (29 июня [11 июля] 1887, 16 [28] июня 1887 или 28 июня 1887, Санкт-Петербург — 6 марта 1959, Париж) — русский филолог и поэт, пушкинист.

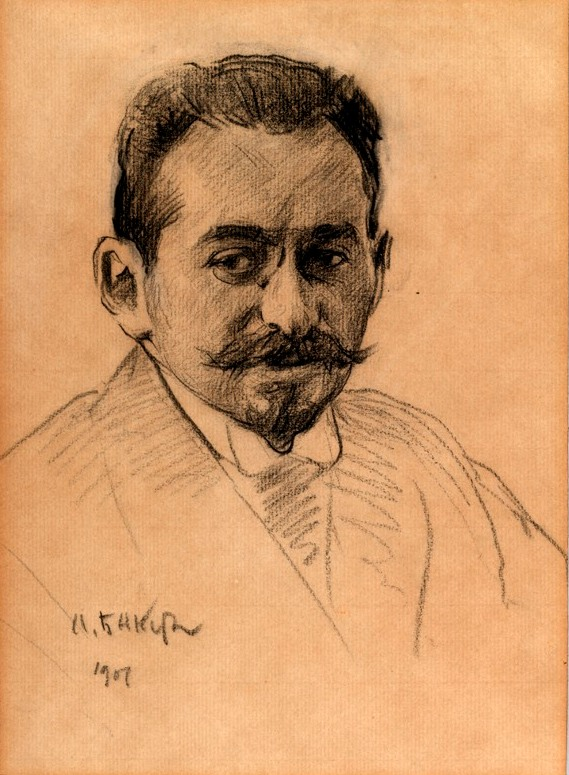
Рисунок Л. Бакста

## Биография
Родился в Петербурге. В 1905 году окончил 1-й Кадетский корпус, короткое время преподавал в учительской сельскохозяйственной школе Барташевича, в том же году поступил на историко-филологический факультет Петербургского университета, который окончил в 1910. Во время учёбы увлекался современной поэзией, выпустил два сборника стихов. В 1907 году опубликовал «Книгу о русских поэтах последнего десятилетия», принёсшую ему известность. Состоял секретарём издательства «Оры». С 1910 года преподавал в гимназии Э. П. Шаффе, 1-м Кадетском корпусе, Реформатском училище, гимназии Л. С. Таганцевой, Тенишевском училище. С этого времени начинаются его занятия пушкинистикой (под руководством Б. Л. Модзалевского).
Летом 1917 уехал в Чернигов, где служил секретарём губернского земельного комитета и управы. В октябре 1917 основал газету «Черниговский край» и был основным её сотрудником. Осенью 1918 газета была закрыта большевиками, и Гофман поступил на службу в Совет кооперативных съездов. Через год он уехал из Чернигова и до конца года скитался по Украине, в Елисаветграде переболел сыпным тифом. В январе 1920 добрался до Москвы, а в апреле вернулся в Петроград и сразу же начал работу в Пушкинском доме, став фактическим руководителем Рукописного отделения. Участвуя в работе комиссии по разбору документов личного характера, изъятых из сейфов бывших частных банков, кое-что выносил под полой для коллекции Пушкинского дома, в том числе дневники А. Г. Достоевской, которые опубликовал в 1922 году.
В 1922 году он отправился в командировку во Францию с целью покупки фондов музея Александра Фёдоровича Онегина и на родину не вернулся. В Париже познакомился и подружился с Сергеем Дягилевым и Сержем Лифарем, ставшим другом семьи Гофманов.
Основные научные интересы Гофмана были сконцентрированы на Пушкине и пушкинской эпохе. Ещё в 1922 году в России вышла его книга «Пушкин. Первая глава науки о Пушкине». «Вторая глава» появилась через шесть лет в Париже. Там же были опубликованы «Пушкин. Психология творчества», «Письма А. С. Пушкина к Н. Н. Гончаровой» и многие другие труды.
Часть библиотеки М.Л. Гофмана хранится в парижской Университетской библиотеке языков и цивилизаций (BULAC).